# Глухово (Высоковское сельское поселение)
Глу́хово — деревня в Торжокском районе Тверской области. Относится к Высоковскому сельскому поселению. До 2005 года была центром Глуховского сельского округа.
Находится в 35 км к югу от города Торжка, на реке Тьме, через село проходит автодорога «Торжок—Высокое—Берново—Старица». На другом берегу реки, напротив, находится деревня Саполово.

## История
В 1859 году в казённом селе Глухово 27 дворов, 163 жителя.
В конце XIX-начале XX века Глухово было центром прихода и относилось к Дарской волости Старицкого уезда Тверской губернии. В 1886 году в селе 29 дворов, 207 жителей.
В 1914 году прихожан двух церквей (Ильинская, построена в 1780 году, и Дмитриевская, построена в 1875 году) в селе и деревнях: Нежданово, Скоморохово, Новое, Дмитровка, Саполово, Возжанки, Николаевка, Поречье — 2347 человек.
Во время Великой Отечественной войны село было оккупировано в конце октября 1941 года, освобождено в декабре того же года. В Глухово — братская могила советских воинов.
В 1997 году — 67 хозяйств, 210 жителей. Администрация сельского округа, центральная усадьба колхоза «Коммунар».

## Население
| 1859 | 1886 | 1989 | 2002 | 2010 |
| ---- | ---- | ---- | ---- | ---- |
| 163  | ↗207 | ↗209 | ↘185 | ↗192 |

## Достопримечательности
Сохранились остатки усадебного комплекса Ртищевых (конец XVIII — начало XIX века). Недействующая Дмитровская церковь (1875 год, архитектор А. М. Горностаев), притвора и трапезная Ильинской церкви (1780 год), две хозяйственные постройки, башни усадебной ограды, парк.